# Pawieł Aleksandrow
Pawieł Siergiejewicz Aleksandrow (ros. Павел Сергеевич Александров, ur. 25 kwietnia?/7 maja 1896 w Bogorodsku, zm. 16 listopada 1982 w Moskwie) – rosyjski matematyk znany za wkład w rozwój topologii i teorii mnogości. Autor około 300 publikacji naukowych, członek Rosyjskiej Akademii Nauk (od 1953) i wielu akademii zagranicznych, w tym Polskiej Akademii Nauk.

## Życiorys
W 1913 rozpoczął studia na Moskiewskim Uniwersytecie Państwowym im. Łomonosowa i wkrótce zaczął brać udział w spotkaniach seminarium prowadzonego przez Dmitrija Jegorowa. W 1915 udowodnił swoje pierwsze ważne twierdzenie:
Każdy nieprzeliczalny zbiór borelowski na prostej zawiera podzbiór doskonały.
W tym samym roku doktoryzował się (jego promotorami byli Dmitrij Jegorow i Nikołaj Łuzin).
W 1920/21 pracował na uniwersytecie w Smoleńsku, a od 1921 na Moskiewskim Uniwersytecie Państwowym im. M.W. Łomonosowa. W latach 1923–1932 każde lato spędzał na Uniwersytecie w Getyndze współpracując z Davidem Hilbertem, Heinzem Hopfem i Emmy Noether.
Został odznaczony m.in. Medalem Sierp i Młot Bohatera Pracy Socjalistycznej (13 marca 1969), sześciokrotnie Orderem Lenina (10 czerwca 1945, 19 września 1953, 15 września 1961, 6 maja 1966 13 marca 1969 i 17 września 1975), Orderem Rewolucji Październikowej (23 stycznia 1980), Orderem Czerwonego Sztandaru Pracy (10 czerwca 1945) i Orderem „Znak Honoru” (7 maja 1940). Był laureatem Nagrody Stalinowskiej (1943) i Nagrody im. Łobaczewskiego Akademii Nauk ZSRR (1972).